# Condé-sur-Iton
 Condé-sur-Iton  là một xã thuộc tỉnh Eure trong vùng Normandie miền bắc nước Pháp.